# واورینتس بندیکت زندوژری
واورینتس بندیکت زندوژری (چکی: Vavřinec Benedikt z Nudožer (Nedožer, Nedožier, Nudožerinus); ۱۰ اوت ۱۵۵۵ – ۴ ژوئن ۱۶۱۵) ریاضی‌دان، شاعر، نویسنده، معلم، مترجم و فیلولوژیست اهل اسلواکی بود. او در ییهلاوا و پراگ تحصیل کرد. از سال ۱۶۰۴ او در دانشگاه پراگ فعال بود و در آنجا فلسفه کلاسیک و بعداً ریاضیات را تدریس می‌کرد. وی در توسعه انسان‌گرایی چک نقش داشت.